# Grotta di Ispinigoli
La Grotta di Ispinigoli è una grotta in territorio del comune di Dorgali.
Ispiningoli non significa "spina in gola", come erroneamente si ritrova citato in vari ambiti, bensì, secondo lo studioso Prof. Andrea Deplano dell'Università di Cagliari, deriverebbe dall'accadico espu-niggulu e significherebbe "due grandi cavità", con riferimento al fatto che la grotta è comunicante con il grande complesso carsico di San Giovanni Su Anzu. 

## Descrizione
La grotta cela al suo interno una colonna stalagmitica alta circa 38 metri , che collega la volta con il pavimento della grotta stessa. 
La notevole sala presenta una profondità di 35 metri, un diametro di c/a 80 metri. La base, dove insiste il percorso visitabile, è occupato da massi da crollo originatisi dai normali processi geo evolutivi.
Altra particolarità di questa grotta è il cosiddetto Abisso delle Vergini, un inghiottitoio profondo circa 60 metri che collega la grotta di Ispinigoli alla Grotta di San Giovanni Su Anzu. Il nome dell'Abisso delle Vergini deriva dal fatto che, secondo una leggenda, fu un luogo nel quale si compivano sacrifici umani ad opera delle antiche popolazioni fenicie. In realtà i monili e le ossa umane rinvenute all'interno dell'abisso sarebbero riconducibili a semplici sepolture della Civiltà nuragica.

## Scoperte e utilizzi passati
Il terrazzamento che fa da ingresso alla grotta veniva utilizzato dai pastori come riparo per il proprio bestiame. Solo negli anni cinquanta venne esplorata per la prima volta dagli speleologi. Nel 1974 è stata attrezzata ed aperta al pubblico, mentre è attualmente interdetto al pubblico l'accesso al complesso carsico di San Giovanni Su Anzu.